# Odd Radio Circle

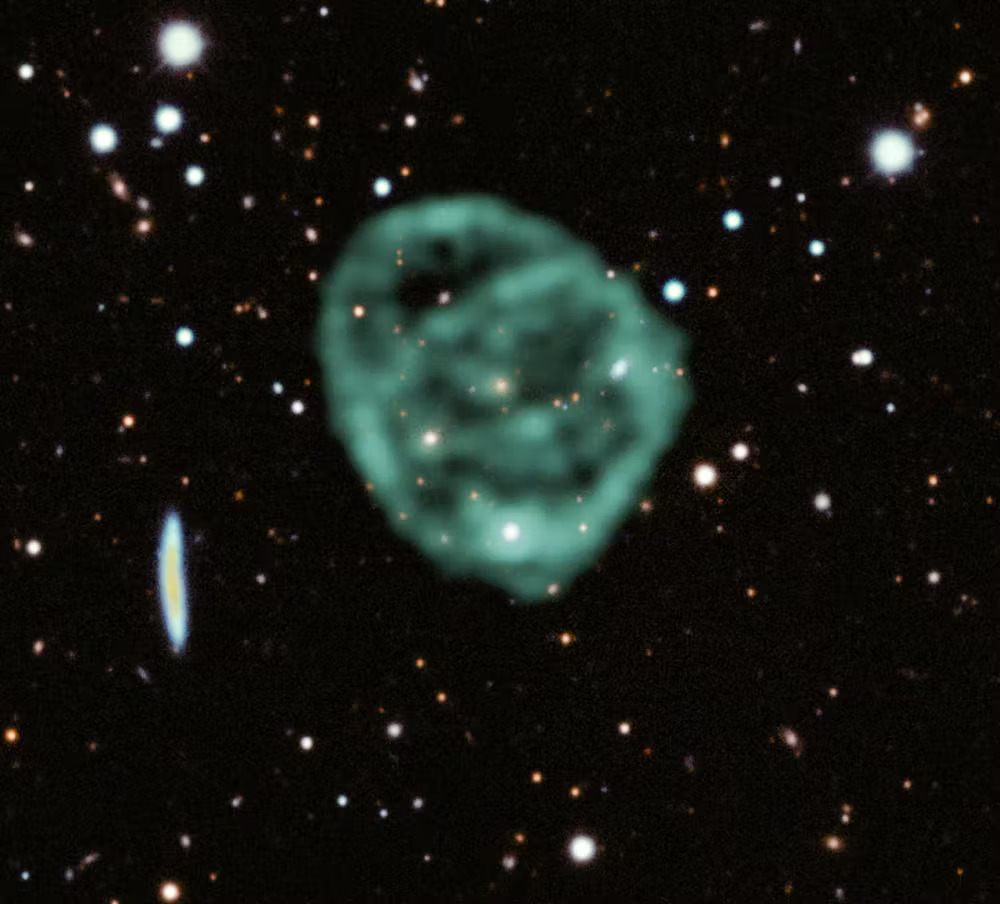
Radiobild des Odd radio circle ORC J2103-6200 vom Meerkat-Teleskop überlagert mit dem optischen Bild aus dem Dark Energy Survey

Odd Radio Circle (Deutsch seltsame Radiokreise) sind diffuse astronomische Radioquellen mit einer geringen Helligkeit. Einige ORC scheinen in kosmologisch fernen Galaxien zu liegen, während andere keinen Bezug zu einem anderen astronomischen Objekt zu haben scheinen. Die Odd Radio Circle werden bei Frequenzen um ein Gigahertz beobachtet.

## Eigenschaften
Die Odd Radio Circle liegen bei Rotverschiebungen von circa 0,2 bis 0,6 und können eine komplexe interne Struktur zeigen, die aus mehreren Ringen bestehen. Im Optischen, UV, IR oder im Bereich der Röntgenstrahlung sind keine Gegenstücke diffuser Strahlung gefunden worden. Der Durchmesser der ORC dürfte bei einigen 100 Kiloparsec liegen. Der Polarisationsgrad kann Werte von bis zu 30 Prozent erreichen.

## Interpretation
- Von ihrem Aussehen zeigen sie eine Ähnlichkeit zu planetarischen Nebeln oder zu Supernovaüberresten. Da sie allerdings überwiegend in hohen galaktischen Breiten gefunden werden wird diese Interpretation meist ausgeschlossen.[3]
- Die Morphologie kann auch in Ringen um Starburstgalaxien gefunden werden. Allerdings würden Starburstgalaxien optische Gegenstücke zu der diffusen Radiostrahlung zeigen
- Eine sphärische Schockwelle im Kern einer Galaxie zum Beispiel durch die Verschmelzung von massereichen schwarzen Löchern[4] oder infolge eines Starburst-Ereignisses[5]
- Ein Radiojet, der direkt in Richtung Erde zeigt
- Das Ergebnis einer Wechselwirkung zwischen Galaxien